# Krásné Březno
Krásné Březno (dříve Březnice, německy Schönpriesen či Prießnitz) je část statutárního a krajského města Ústí nad Labem v České republice, společně s Neštěmicemi a Mojžíří tvoří městský obvod Ústí nad Labem-Neštěmice. Nachází se asi tři kilometry severovýchodně od centra města na levém břehu řeky Labe. V roce 2011 zde žilo celkem 13 294 obyvatel.

## Historie

### Nejstarší dějiny a středověk
První písemná zmínka o obci pochází z roku 1057, kdy se místo nazývalo campus Bresnik, tedy tábor Březník a náleželo do bílinského kraje.
V polovině 12. století území Krásného Března náleželo ke svádovskému panství. Původní název Březnice je doložen ve zmínkách o obci z let 1186 a 1188, kdy sídlo patřilo rytířskému řádu johanitů. Roku 1335 ji získali do zástavy a dále do majetku zemané z Kyc (z Kýče), kteří zde postavili tvrz, kterou roku 1405 ji získali rytíři z Bron. Roku 1415 byla součástí panství hradu Svádova.

### Třicetiletá válka a novověk
Zásadní osobností z období reformace byl Rudolf z Bünau alias z Býnova (1547–1622), stavitel zámku s luteránským kostelem, a majitel panství Blansko a Weissenstein. Stavitelem byl Hans Bog z Pirny, výzdobu provedli Konrád Seifert a Tobias Lindner.
V letech 1628–1645 drželi panství děčínští Thunové, po nich Althannové. Dále se v držení malé převážně zemědělské obce vystřídalo několik rodů, roku 1750 dal hrabě Cavriani postavit nový zámek, ale hned roku 1754 zadlužené panství prodal v dražbě hraběti Janu z Hartigu, který je držel do roku 1795. Za něho roku 1788 byla obec připojena k Žežicím. Další majitelé se rychle střídali: Jan Josef hrabě ze Stiebaru na Buttenheimu, 1810–1811 Anton šlechtic von Zürschauer, 1811–1865 hrabě Ledebour-Wicheln, 1865–1879 Wilhelm Ruß, 1879–1911 Jindřich hrabě Kolovrat-Krakovský Novohradský a konečně v letech 1911–1945 svobodný pán Skrbenský z Hříště.
Od poslední čtvrtiny 19. století lokalita prosperovala, počet obyvatel se pětinásobně zvýšil jak díky průmyslu (lihovar, pivovar, rafinérie cukru a chemická továrna W. Herrmanna), tak díky lodní dopravě (nákladní přístav) a plavcům, splavujícím po Labi dřevo. Vedle převažujícího německého obyvatelstva se zde profilovala výrazná česká menšina, které se v roce 1896 podařilo prosadit zřízení první české školy (Matiční ul.).

#### Druhá světová válka
Vystěhování českého obyvatelstva v roce 1939 bylo následováno obsazením obce německým wehrmachtem. V zámku sídlilo výcvikové středisko wehrwolfů. Vybombardování obce v letech 1944–1945 vedlo ke zničení mnoha domů a pauperizaci, původní strukturu obce se již nepodařilo obnovit. Dne 31. července 1945 došlo k explozi zdejšího muničního skladu, při než bylo zabito 27 lidí a sklad včetně budov chemické továrny rozmetán. Exploze byla interpretována jako sabotáž sudetských Němců a stala se signálem tzv. Ústeckého masakru, střelby do tří skupin sudetských Němců, připravených k deportaci.

## Název obce
Roku 1876 na návrh Viktora Rusza bylo dosavadní české označení Březnice, tj. německy Prießnitz, změněno na Krásné Březno, tj. Schönpriesen. Současný název Krásné Březno byl oficiálně zaveden až roku 1876. V roce 1900 se obec připojila k městu Ústí nad Labem.

## Administrativní rozdělení
- Krásné Březno – Nový Svět
- Krásné Březno – Pod vyhlídkou
- Krásné Březno – průmyslový obvod
- Krásné Březno – Přístavní
- Krásné Březno – západ
- Nad zoologickou zahradou

## Obyvatelstvo
| Rok            | 1869 | 1880  | 1890  | 1900  | 1910  | 1921 | 1930  | 1950 | 1961  | 1970  | 1980  | 1991   | 2001   | 2011   |
| -------------- | ---- | ----- | ----- | ----- | ----- | ---- | ----- | ---- | ----- | ----- | ----- | ------ | ------ | ------ |
| Počet obyvatel | 756  | 1 179 | 3 658 | 5 795 | 5 807 | –    | 4 902 | –    | 3 160 | 2 868 | 4 114 | 14 769 | 14 294 | 13 294 |
| Počet domů     | 86   | 110   | 202   | 313   | 330   | 337  | 371   | –    | –     | 348   | 419   | 522    | 454    | 527    |

### Charakteristika
Krásné Březno má kromě historického jádra velké sídliště, ve kterém žije přibližně 15 000 obyvatel. Mezi obyvateli je výrazné zastoupení Romů. Na sídlišti je problémem špatné soužití, drobná pouliční kriminalita, vysoký počet uživatelů drog a koncentrace problémových podniků – nonstop herny, nechvalně proslulá „cikánská“ diskotéka a ubytovna. Na sídliště také přicházejí Romové z jiných částí republiky. Sociálně vyloučená lokalita Nový svět přiléhá k řece, v ní se nachází Matiční ulice.

## Významné objekty

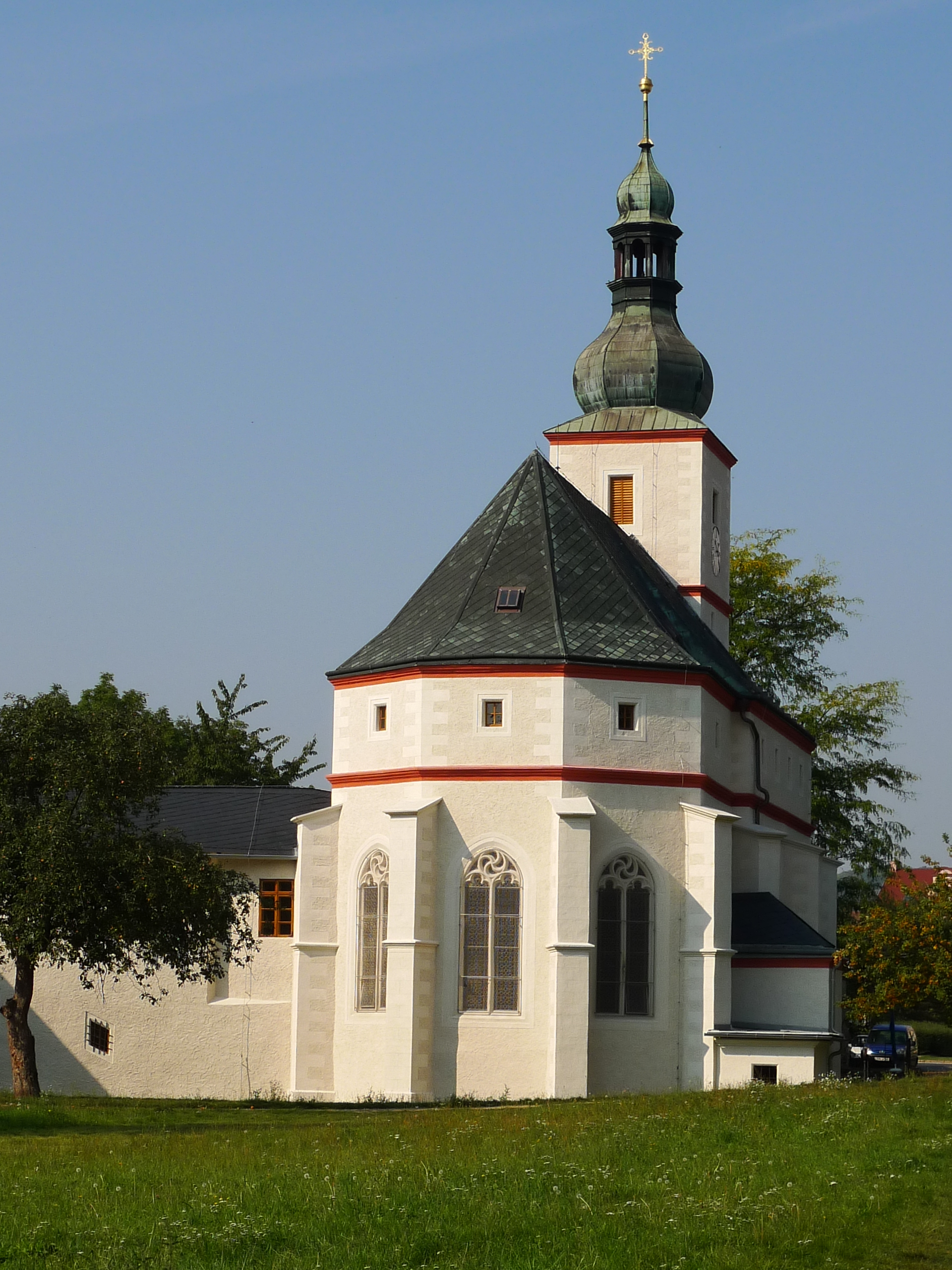
Kostel sv. Floriána

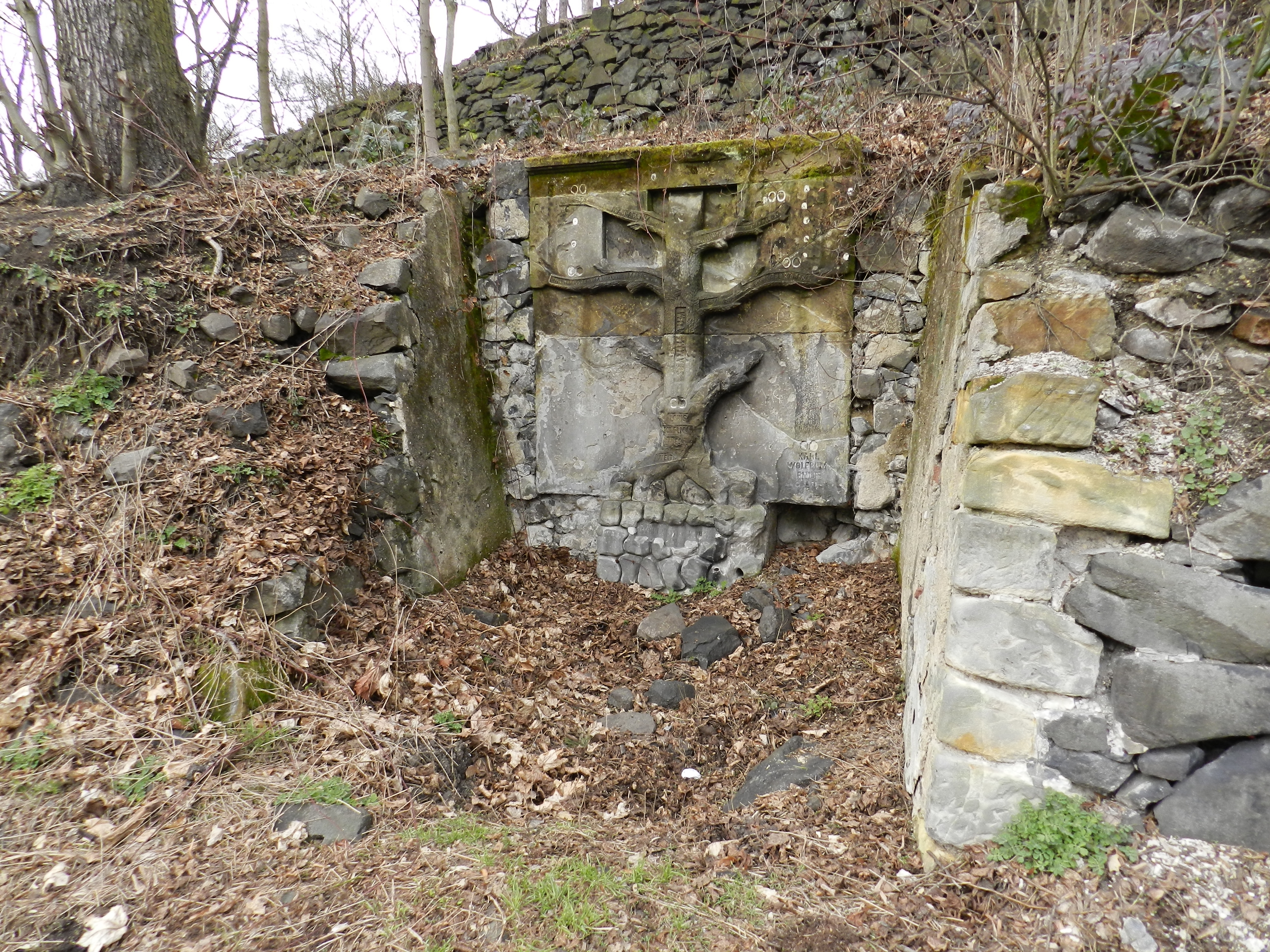
Rodokmen Wolfrumů

- katastrální úřad města Ústí nad Labem
- poliklinika
- ústecká Zoologická zahrada,
- bývalý pivovar Krásné Březno, kde se vařilo pivo Zlatopramen
- původní lihovar a likérka KB, kde se od roku 1897 vyrábí likér Klášterní tajemství a žitná kořalka Stará myslivecká, dnes závod Palírna U Zeleného stromu a.s.
- několik restaurací

## Pamětihodnosti
- čtyřkřídlý renesanční zámek Krásné Březno se čtyřmi nárožními věžemi, stavebníkem byl Rudolf z Bünau (1547–1622), syn Jindřicha staršího z Bünau, pán na Weesensteinu a v Blansku; rodina luteránského vyznání po Bílé Hoře opustila Čech, panství v letech 1650–1669 získali Althannové, po nich hrabě Cavriani roku 1730 přestavěl průčelí v barokním slohu do dnešní podoby. Dále se v držení sídla vystřídali Hartigové, Ledebourové a Kolowrati-Krakovští. Po generální rekonstrukci se objekt stal sídlem Národního památkového ústavu, územního odborného pracoviště v Ústí nad Labem.
- kostel svatého Floriána, původně zámecká kaple Panny Marie z let 1597–1606, unikátní památka saské renesance dochovaná intaktně beze změn (síťové klenby, empory, alabastrový oltář). Kaple sloužila do roku 1897 jako farní chrám a je národní kulturní památkou. Před vchodem do kostela stojí barokní sochy Krista bolestného (Ecce homo) a svatého Jana Nepomuckého ze druhé čtvrtiny 18. století, na malém hřbitově při kostele je pozoruhodná hrobka majitelů panství Kolowartů-Krakovských ze druhé čtvrtiny 19. století.
- rodokmen Wolfrumů, reliéf z roku 1881

## Školství
- Základní škola a Základní umělecká škola Ústí nad Labem, Husova 349/19
- Základní škola Ústí nad Labem, Anežky České 702/17
- Soukromá Základní škola Molekula
- Základní škola Ústí nad Labem, Neštěmická 787/38
- Střední průmyslová škola stavební a Střední odborná škola stavební a technická
- Střední škola obchodu, řemesel, služeb

## Doprava
Obec velmi získala na významu roku 1851 zapojením do železniční trati Drážďany–Praha, dnes nádraží železniční stanice Ústí nad Labem sever (vedle zastávky MHD Krásné Březno, k níž vedou ulice 1. máje)a podchod z ulice Svádovské. Přímé vlaky vedou do měst Děčín, Teplice, Bílina, Most, Chomutov, některé do měst Lovosice a Roudnice nad Labem. Rychlíky a vlaky EC stanici projíždějí. Obec je spojena s centrem města trolejbusovými linkami 70, 71, 76, 88 a autobusovými linkami č. 74, 75 s částmi Severní Terasa, Bukov a Všebořice. Drážďanskou a Pekařskou ulicí vede hlavní výpadová silnice první třídy E 442 na Děčín.